# Violación en grupo de Miryang
La violación en grupo de Miryang, conocida en Corea del Sur como la violación de niñas de la escuela secundaria Miryang, fue un suceso criminal que ocurrió en Miryang, Corea del Sur en 2004. Al menos 41 estudiantes varones de secundaria violaron en grupo a varias adolescentes de secundaria y preparatoria durante once meses. El caso provocó polémica por el maltrato policial a las víctimas y el trato indulgente a los criminales.

## Agresiones
Las víctimas vivían en Ulsan y Changwon, mientras que los perpetradores eran de Miryang y Changwon. Inicialmente se creía que estos eran miembros de una pandilla de la escuela secundaria, pero no se hallaron pruebas de ello. Conocieron a la primera víctima de 14 años por teléfono. Cuando los visitó, fue agredida sexualmente y la escena fue filmada para chantajearla. Según la policía, fue violada hasta diez veces por entre 3 y 24 chicos de secundaria en cada incidente, con al menos 41 violadores involucrados durante once meses. Se ordenó a la víctima que llevara a su hermana de 13 años y a su prima de 16 a Miryang, la prima estaba involucrada sentimentalmente con uno de los violadores. El informe policial original decía que la hermana menor también fue agredida sexualmente, pero puede que solo haya sido una agresión física. Los perpetradores también fueron acusados de violar a otras dos chicas. Presuntamente extorsionaron también dinero a sus víctimas.

## Cobertura de prensa

### La ira de los internautas
Cuando se informó del caso por primera vez el 7 de diciembre de 2004, los cibernautas comenzaron a hacer publicaciones criticando la realidad de la educación y declarando que los perpetradores deberían ser severamente castigados.
El 8 de diciembre salieron a la luz informes que indicaban que, de los 41 presuntos perpetradores, se había aplicado una orden de arresto solo para tres, a lo que los internautas respondieron que había que «arrestar a todos los perpetradores», y comenzaron a atacar a la policía.

## Consecuencias
Después de que la tía de las hermanas denunciara las violaciones a la policía, tres de los jóvenes fueron arrestados. Tras las protestas de las víctimas y el público, otros nueve estudiantes fueron arrestados y veintinueve fichados sin detención. Los familiares de los perpetradores amenazaron a las víctimas, advirtiéndoles que deberían «tener cuidado de ahora en adelante para denunciar a nuestros hijos a la policía». En una entrevista televisiva, uno de los padres de uno de los agresores declaró: «¿Por qué? ¿Deberíamos sentir lástima por la familia de la víctima? ¿Por qué no considera nuestro sufrimiento? ¿Quién puede resistir la tentación cuando las chicas intentan seducir a los chicos? Deberían haber enseñado a sus hijas a comportarse para evitar este tipo de accidentes».  Según los informes, una niña abandonó la escuela después de repetidas visitas y ataques verbales de los padres de los agresores.
Estalló una controversia sobre las acusaciones de que la policía había maltratado a las víctimas, que culminó con una protesta a la luz de las velas de 150 manifestantes. Las víctimas habían pedido ser interrogadas por una mujer policía, pero su solicitud fue ignorada. Un oficial de policía supuestamente les dijo a las víctimas: «¿Intentaste atraer a los muchachos? Arruinaste la reputación de Miryang. Los muchachos que liderarían la ciudad en el futuro ahora están todos arrestados gracias a ti. ¿Qué vas a hacer? [...] Temo que mi hija resulte como tú». La policía también filtró suficiente información a los medios para que las víctimas fueran identificadas. Además, obligaron a las víctimas a identificar a los sospechosos cara a cara, en lugar de hacerlo a través de un espejo unidireccional, con el interrogador preguntando a la víctima: «¿Lo insertó o no?»
Al menos una de las víctimas tuvo que ser hospitalizada para recibir tratamiento psiquiátrico después de estas experiencias, con un diagnóstico de trastorno de estrés postraumático, depresión grave, trastorno de pánico con agorafobia, ansiedad y trastorno alimentario.
En agosto de 2007, el Tribunal Superior de Seúl declaró a los agentes de policía de Miryang culpables de negligencia en la protección de las víctimas y les ordenó pagar daños y perjuicios por un total de 50 millones de wones a dos de las víctimas y sus familia. La decisión fue confirmada por la Corte Suprema de Corea del Sur en junio de 2008, que fijó la compensación en 70 millones de wones.
Los fiscales enviaron a la mayoría de los acusados al Tribunal de Menores o retiraron los cargos. Otros diez fueron acusados formalmente de agresión sexual en grupo, y los fiscales pidieron de dos a cuatro años de prisión con una suspensión de la condena de tres años. Citando la corta edad de los delincuentes y el hecho de que algunos ya habían sido admitidos en la universidad o contratados para un trabajo, los jueces rechazaron los cargos incluso contra estos diez, y en su lugar los enviaron al Tribunal de Menores. Un factor en esta decisión fue que el padre de una de las víctimas llegó a un acuerdo con algunos de los infractores para pedir clemencia después de recibir una gran suma de dinero. El padre era un alcohólico que se había divorciado de la madre de la víctima tres años antes debido a su violencia doméstica, pero conservaba la patria potestad sobre su hija y la convenció de que aceptara el acuerdo. Al final, solo cinco sospechosos fueron enviados a un centro de detención de menores y ninguno fue condenado por cargos penales. En 2012, se supo que la novia de uno de los perpetradores se había convertido en oficial de policía.